# Теодор из Сирене
Теодор (око 470. п. н. е. — 390. п. н. е.) био је математичар пореклом из Кирене (највеће хеленске колоније на тлу северне Африке, коју су основали исељеници са острва Тера око 630. године п. н. е). Прво ученик софиста Протагоре из Абдере, али га је рано напустио и посветио се проучавању математичара претходника. Био је учитељ Платонов и Тететов (Платон га помиње у дијалогу Тетет).